# 東大阪市立長栄中学校
東大阪市立長栄中学校（ひがしおおさかしりつ ちょうえいちゅうがっこう）は、大阪府東大阪市長栄寺にある公立中学校。
学校敷地は、学制改革で廃校になった旧布施市長栄高等小学校の跡地を転用している。
同校では夜間学級を設置し、義務教育を受ける機会に恵まれなかった学齢超過者への教育を実施している。

## 沿革
当時の布施市で最初の新制中学校の一つとして、1947年の学制改革と同時に開校した。当初は「第一中学校」の名称だった。しかし、布施市などが合併して東大阪市が発足した際、市立小中学校について番号順での学校名はやめて地名などを冠した名称にするという方針が出されたため、現在の名称に改称している。
- 1947年4月21日 - 布施市立第一中学校として開校。
- 1967年2月1日 - 合併による東大阪市の発足に伴い、東大阪市立第一中学校と改称。
- 1967年4月1日 - 東大阪市立長栄中学校と改称。
- 1968年3月25日 - 体育館落成。
- 1972年4月1日 - 夜間学級開設。
- 1972年12月20日 - プール落成。
- 2005年4月1日 - 二期制を実施（東大阪市立小中学校で一斉導入）。

## 通学区域
- 東大阪市立長堂小学校と東大阪市立高井田東小学校の通学区域。

※東大阪市立新喜多中学校との調整区域あり。

## 交通
- 近鉄奈良線 河内永和駅 北西へ約300m。

## 出身者
- つんく